# Askepot (film fra 1914)
 For alternative betydninger, se Askepot (flertydig). (Se også artikler, som begynder med Askepot)
Askepot er en amerikansk stumfilm fra 1914 af James Kirkwood Sr..

## Medvirkende
- Mary Pickford som Cinderella.
- Owen Moore som Charming.
- Isabel Vernon.
- Georgia Wilson.
- Lucille Carney.